# Heinz Rox-Schulz
Heinz Rox-Schulz, eigentlich Heinz Schulz, kurz Rox genannt, (* 23. März 1921 in Königsberg, Ostpreußen; † 26. März 2004 in Saarbrücken) war ein deutscher Globetrotter und Abenteurer. Rox, der König der Globetrotter, wie er einst in „Der Spiegel“ genannt wurde, lebte in Saarbrücken und führte dort ein Abenteuermuseum im Alten Rathaus am Schlossplatz.

## Leben
Rox lernte Spitzendreher und war ein begeisterter Sportler (Turnen, Schwimmen, Segeln, Boxen). Nach Kriegseinsatz und Gefangenschaft tingelte er als Artist durch Deutschland. Von 1950 an hatte er Engagements im Ausland und begann, um die Welt zu reisen. Bald dokumentierte er seine Erlebnisse auf Fotos und Filmen. Ab 1962 war er freier Mitarbeiter des Saarländischen Fernsehens. In den 1970er Jahren richtete er in Saarbrücken sein Abenteuermuseum ein.
Wenige Tage nach seinem 83. Geburtstag verstarb Rox-Schulz am 26. März 2004 in seiner Wahlheimat Saarbrücken.

## Veröffentlichungen
- Ohne Geld in die Welt, 1956
- Himmel und Hölle Indien, 1957
- Verrückter Gringo, 1971
- Der Ruf des Condor, 1981